# Акімінсаке
Акімінсаке (*бл. 1518 —1540) — саке (володар) держави північних муїсків Хунза у 1537—1540 роках.

## Життєпис
Походив з династії саке — правителів Хунзи. Був небожем правителя Кемуінчаточі. Після захоплення останнього іспанцями на чолі із Гонсало Хіменесом де Кесадою у 1537 році, а потім його зречення влади, успадкував трон Хунзи. Втім не став протидіяти конкістадорам. Після смерті стрийко у 1538 році Акімінсаке хрестився. Втім до нього збереглася недовіра. Наприкінці 1539 року було викрито змову усаке (володарів) декількох об'єднань муїсків, що залишалися напівнезалежними. за підозрою у змові у січні 1540 році Акімінсаке було схоплено за наказом Ернана де Кесада, після тортур було страчено. На ньому перервалася династія саке.